# Tylogonus viridimicans
Tylogonus viridimicans es una especie de araña saltarina del género Tylogonus, familia Salticidae. Fue descrita científicamente por Simon en 1901.
Habita en Ecuador.